# San Luis de Gaceno
San Luis de Gaceno è un comune della Colombia facente parte del dipartimento di Boyacá.
Il centro abitato venne fondato da un gruppo di coloni nel 1912.